# Kenny Cunningham (Iers voetballer)
Kenneth Edward ("Kenny") Cunningham (Dublin, 28 juni 1971) is een Iers voormalig betaald voetballer die bij voorkeur als centrale verdediger of als rechtsachter speelde. Hij was actief in de Premier League met Wimbledon en Birmingham City tussen 1994 en 2006. Hij speelde 72 interlands in het Iers voetbalelftal en was aanvoerder.

## Clubcarrière
Kenny Cunningham was voornamelijk een centrale verdediger, maar hij kon ook rechts in de verdediging opereren. Zijn enige doelpunt als profvoetballer scoorde hij als verdediger van Millwall, waar hij zijn loopbaan in 1989 was begonnen. Hij verruilde Millwall voor toenmalig eersteklasser Wimbledon in 1994 — waar hij achterin samenspeelde met Vinnie Jones, die na zijn voetbalcarrière acteur werd.
Op clubniveau draaide hij elf seizoenen mee in de Premier League, maar scoorde nooit een doelpunt. Daartegenover staat dat hij auteur was van een eigen doelpunt met Wimbledon in een uitwedstrijd tegen Aston Villa op 24 februari 1996. Die wedstrijd eindigde op een spectaculair 3–3 gelijkspel.
Cunningham speelde meer dan 330 competitiewedstrijden in de Premier League, grotendeels als speler van Wimbledon. Cunningham beëindigde zijn loopbaan bij tweedeklasser Sunderland in 2007.

## Interlandcarrière
Kenny Cunningham kwam van 1996 tot 2005 uit voor het Iers voetbalelftal, 72 keer zonder te scoren. Cunningham was ook even aanvoerder van zijn land.
Cunningham vertegenwoordigde zijn land op het wereldkampioenschap voetbal 2002 in Japan en Zuid-Korea, vooralsnog de laatste WK-eindronde van de Ieren. Omdat aanvoerder Roy Keane de selectie verliet na een conflict met bondscoach Mick McCarthy, kreeg Cunningham vanaf september 2002 de aanvoerdersband om de arm. Ierland strandde op het WK in de 1/8ste finales tegen Spanje na strafschoppen (3–2).